# Flaga Ursynowa
Flaga Ursynowa ― flaga warszawskiej dzielnicy Ursynów, a wcześniej gminy Warszawa-Ursynów.
Składa się z trzech pasów: granatowego, żółtego i czerwonego. Pas granatowy ma szerokość 26 cm, pozostałe dwa po 7 cm. Pasy żółty i czerwony są nawiązaniem do flagi Warszawy. Wszystkie barwy znajdujące się na fladze są barwami Ursynowa. Została ustanowiona 14 lutego 1995 roku przez radę gminy Warszawa-Ursynów.